# Paul Bonno
Paul Bonno (29 de gener de 1954) va ser un ciclista francès que es dedicà al ciclisme en pista. Va participar en els Jocs Olímpics de 1976 a Mont-real.

## Palmarès
- 1977
  - 1r als Sis dies de Nouméa, amb Daniel Morelon